# Foil Arms and Hog
Foil Arms and hog is een Iers sketch comedytrio, bestaande uit Sean Finegan (Foil), Conor McKenna (Arms) en Sean Flanagan (Hog).
Het trio maakt sketches en brengt ze op tv, radio, online en op het toneel. Elke week schrijven, filmen en bewerken ze een nieuwe sketch in hun kantoor. Die wordt op donderdagochtend gepubliceerd op YouTube, Facebook en Instagram (IGTV). Foil Arms and Hog blijven niet bij één specifiek genre. Ze maken allerlei sketches die vaak observerend en soms actueel zijn. Enkele van hun meest populaire sketches op YouTube zijn: 'When Irish People Can't Speak Irish', 'An Englishman Plays Risk', 'WTF is Brexit' en 'How to Speak Dublin'. Foil Arms and Hog geven ook liveshows, voornamelijk in Ierland en het Verenigd Koninkrijk, maar ook in de Verenigde Staten, Australië, Nederland, Duitsland, Zwitserland en een aantal keren op het Edinburgh Fringe Festival. 
De naam van de groep is ontstaan uit hun bijnaam voor elkaar: Foil (Sean Finegan) is de 'comedic foil' of aangever, Arms (Conor McKenna) is 'All arms and Legs' en Hog (Sean Flanagan) wou ogenschijnlijk altijd in het middelpunt van de belangstelling staan.
In januari 2021 had de groep 885 duizend fans en meer dan 1 miljoen volgers op Facebook. Op YouTube tellen ze 647 duizend abonnees en meer dan 110 miljoen weergaven.
De groep ontstond in 2008, nadat het trio elkaar ontmoette in de toneelvereniging van University College Dublin toen ze respectievelijk architectuur, genetica en techniek studeerden. Ze werden aanvankelijk samengebracht door een liefde voor het tv-programma Father Ted en een gemeenschappelijke interesse in komedie. Dit was net na de financiële crash, en de groep zegt dat het "absoluut het beste was dat had kunnen gebeuren. Als de Celtic Tiger nog steeds sterk stond en al onze vrienden veel geld verdienden, zouden we onder druk hebben gestaan om een goede baan te vinden. Maar in plaats daarvan hadden we het perfecte excuus om een tijdje te spelen om te kijken wat er zou gebeuren."
Een ander resultaat van de crash was dat de huur van het kantoor dat ze gebruiken voor hun sketches heel goedkoper was, wat volgens hen hielp om hun onderneming levensvatbaar te maken.